# Thangka

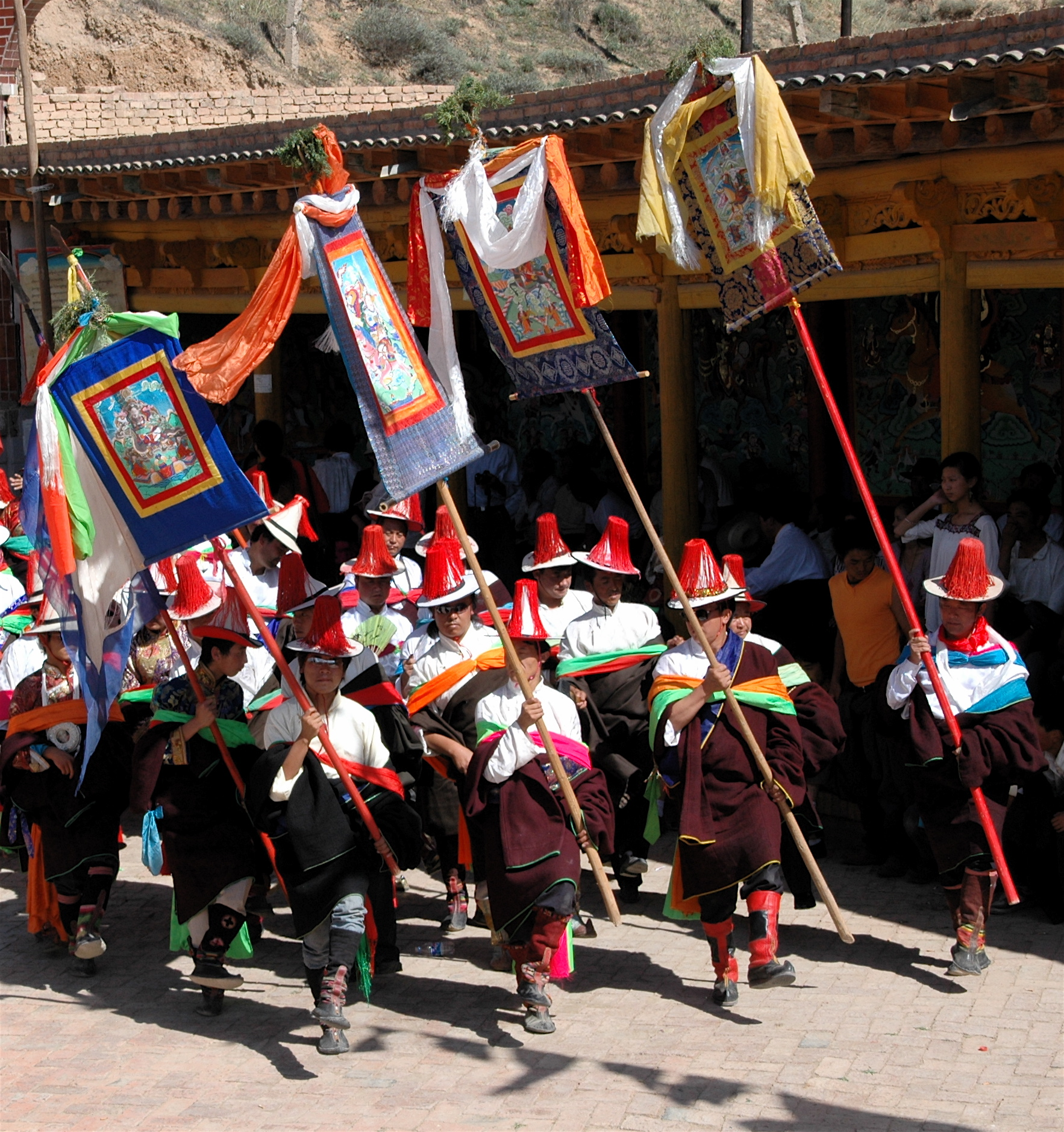
Thangka portati in processione da devoti buddisti del Qinghai, Cina

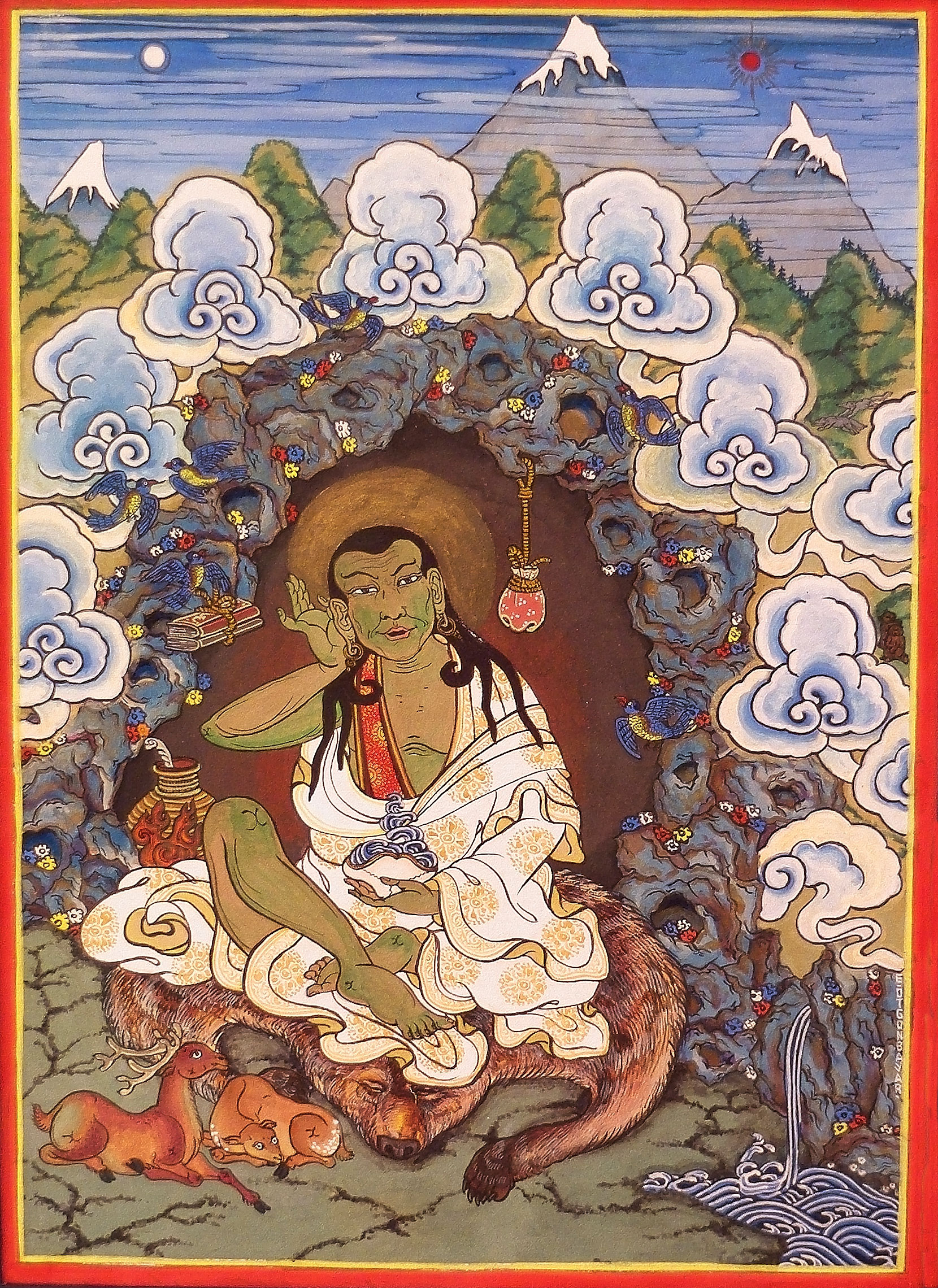
Milarepa, tempera su cotone, 21x30 cm, 2008 Otgonbayar Ershuu

Un thangka (tibetano: ཐང་ཀ, Nepal Bhasa: पौभा), anche noto come tangka, è uno stendardo buddista dipinto o ricamato, appeso in un monastero o su un altare di famiglia e portato in processione da lama o da fedeli. In lingua tibetana la parola “than” significa “piano” e il suffisso “ka” sta per dipinto. Quindi il Thangka è un tipo di dipinto realizzato su una superficie piana, ma che può essere arrotolato quando non ne è richiesta l'esposizione; a volte è detto “dipinto su rotolo”. Il formato più comune del Thangka è il rettangolo verticale.
Mentre alcuni li considerano semplicemente oggetti a vivaci colori da appendere al muro, per i buddisti questi dipinti religiosi tibetani presentano una bellezza ritenuta una manifestazione del divino, e sono di conseguenza visivamente stimolanti.

## Tipi di thangka
I thangka possono essere raggruppati per tipo in base alla tecnica e al materiale con cui sono realizzati. In genere si dividono in due ampie categorie: quelli dipinti (tibetano: bris-tan) e quelli su seta, per appliqué (tibetano: go-tang) o per ricamo (tibetano: tshim-tang).
Essi si dividono inoltre nelle seguenti categorie più specifiche:
- Fondo nero: una linea d'oro su fondo nero (tibetano: na-tang)
- Fondo oro: un trattamento augurale, usato con giudizio per deità pacifiche, dalla lunga vita, e per buddha pienamente illuminati.
- Fondo rosso: linea d'oro su fondo vermiglio (tibetano ser-tig)
- Xilografia: profili grafici su carta o tessuto stampati con blocchi di legno
- Dipinto a colori: (tibetano: tson-tang)

## Il procedimento

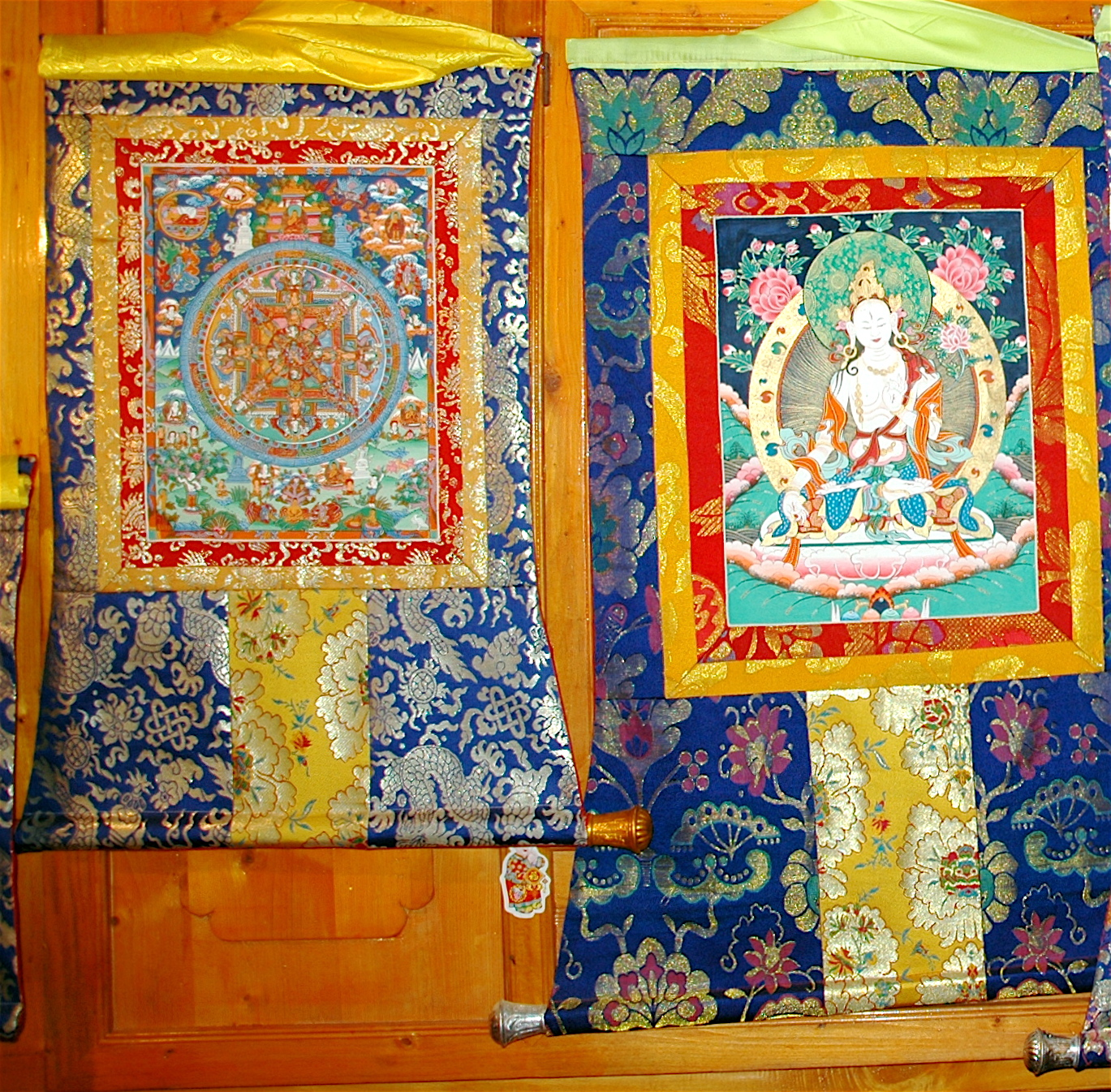
Thangka dipinti da monaci-pittori nel Monastero Wutun Si, vicino a Tongren, Qinghai, Cina

I thangka vengono dipinti su tela di cotone con pigmenti solubili in acqua, sia minerali sia organici, temperati con una soluzione di erba e colla. Il procedimento nel suo complesso richiede grande padronanza del disegno e una comprensione perfetta dei principi dell'iconometria.
La realizzazione materiale di un thangka, come del resto avviene per la maggior parte dell'arte buddista, è di natura altamente geometrica. Braccia, gambe, occhi, narici, orecchi e vari utensili rituali vengono tutti sistemati su una griglia sistematica di angoli e linee intersecantisi. Un bravo maestro di thangka sceglie in genere tra una varietà di forme predisegnate quelle da inserire nella composizione, su una gamma che va dalle tazze per le elemosine, agli animali, alla forma, dimensione e angolazione di occhi, naso e labbra di una figura. Il procedimento appare molto scientifico, ma spesso richiede una conoscenza molto profonda del simbolismo della scena che si sta dipingendo, onde coglierne l'essenza o lo spirito.
Per garantire che l'immagine non sbiadisca, oltre all'uso di pigmenti organici e minerali, il dipinto è incorniciato (e protetto) da broccati di seta dai colori vivaci.

## Letteratura
- Giuseppe Tucci: Tibetan Painted Scrolls. 3 Bände. Rom 1949
- Otgonbayar Ershuu: The Gods Printed in Hiimori Printing Co., Ltd. Ulaanbaatar 2004, ISBN 99929-74-07-9
- Hugo E. Kreijer: Tibetan Paintings. The Jucker Collection. 2001, ISBN 978-1570628658
- Per Kværne: The Bon Religion of Tibet: The Iconography of a Living Tradition. Serindia, London 1995. ISBN 0-906026-35-0
- Martin Willson, Martin Brauen: Deities of Tibetan Buddhism: The Zurich Paintings of the Icons Worthwhile to See. Wisdom Pubn. 2000, ISBN 978-0861710980
- Robert N. Linrothe: Paradise and Plumage: Chinese Connections in Tibetan Arhat Painting. Serindia Publications 2004, ISBN 978-1932476071
- David P. Jackson: Patron and Painter: Situ Panchen and the Revival of the Encampment Style. Rubin Museum of Art 2009, ISBN 978-0977213146